# آيت تزروالت (نيك تقديمت)
آيت تزروالت هو دُوَّار يقع بجماعة تيلوكيت، إقليم أزيلال، جهة بني ملال خنيفرة في المملكة المغربية. ينتمي الدوّار لمشيخة نيك تقديمت التي تضم 9 دواوير. يقدر عدد سكانه بـ 217 نسمة حسب الإحصاء الرسمي للسكان والسكنى لسنة 2004.

## وصلات خارجية
- البوابة الوطنية للجماعات الترابية
- المندوبية السامية للتخطيط